# Torslev Kirke (Frederikshavn Kommune)
 For alternative betydninger, se Torslev Kirke. (Se også artikler, som begynder med Torslev Kirke)
Torslev Kirke, beliggende ca. 14 km sydvest for Frederikshavn.
Kirken består af et romansk kor og skib fra omkring år 1200 samt et sengotisk vesttårn, på 22,5 meter, fra 1400-tallet og våbenhus fra 1935. beliggende på nordsiden.
Kirken gennemgik et gennemgribende restaurering i 1998.

## Galleri
- Torslev Kirke, altertavle og prædikestol
- Kirken i 2009

## Eksterne kilder og henvisninger
- Wikimedia Commons har flere filer relateret til Torslev Kirke (Frederikshavn Kommune)
- Torslev Kirke Arkiveret 31. januar 2011 hos  Wayback Machine hos nordenskirker.dk
- Torslev Kirke hos KortTilKirken.dk